# Achrysocharoides nitidus
Achrysocharoides nitidus är en stekelart som beskrevs av Christer Hansson 1985. Achrysocharoides nitidus ingår i släktet Achrysocharoides och familjen finglanssteklar.
Artens utbredningsområde är Pakistan. Inga underarter finns listade i Catalogue of Life.